# ジョン・ポンソンビー (第5代ベスバラ伯爵)
第5代ベスバラ伯爵ジョン・ジョージ・ブラバゾン・ポンソンビー（英: John George Brabazon Ponsonby, 5th Earl of Bessborough PC、1809年10月14日 – 1880年1月28日）は、イギリスの貴族、政治家。1844年から1847年までダンキャノン卿の儀礼称号を使用した。1830年代から1847年の爵位継承まで庶民院議員を務め、爵位継承以降は相次ぐ自由党政権でバックハウンド管理長官、王室家政長官を務めた。

## 生涯
第4代ベスバラ伯爵ジョン・ウィリアム・ポンソンビーと妻マリアの長男として、1809年10月14日に生まれた。1822年から1826年までチャーターハウス・スクールで教育を受けた。
1831年初にグレイ伯爵内閣が第1回選挙法改正の法案を起草したとき、父が起草にかかわり、ポンソンビーも父を手伝った。法案の否決により解散総選挙が行われると、ポンソンビーはホイッグ党のウィリアム・ラッセルの後援を得てブレッチングリー選挙区から出馬、無投票で庶民院議員に当選した。議会で第1回選挙法改正に賛成票を投じた後、首相グレイ伯爵の意向により、同年7月に議員を退任して議席をインド庁秘書官トマス・ハイド・ヴィリアーズに譲った。同年10月、祖父の姉の夫にあたる第4代フィッツウィリアム伯爵の後援を受けて、フィッツウィリアム伯爵の懐中選挙区であるハイアム・フェラーズ選挙区の補欠選挙に出馬、無投票で当選した。2度目の議員期にも選挙法改正に賛成したが、演説の記録はなかった。
第1回選挙法改正によりハイアム・フェラーズ選挙区が廃止され、ポンソンビーは続く1832年イギリス総選挙で議席を見つけられなかった。代わりに外務省で1833年5月から1834年11月まで外務大臣の第3代パーマストン子爵ヘンリー・ジョン・テンプルの部下として要約筆者（précis writer）を務めた。パーマストン子爵は厳しい人物であり、しかも務めている間（1834年3月）に母が死去したため、1835年イギリス総選挙でホイッグ党候補としてダービー選挙区から出馬したとき、ポンソンビーは突如神経衰弱に陥った。それでも724票（得票数2位）で当選し、以降1837年に791票（得票数2位）、1841年に784票（得票数2位）で再選した。
1838年にカーロウ県長官を務め、同年11月から1880年に死去するまでカーロウ統監を務めた。
1847年5月16日に父が死去すると、ベスバラ伯爵位を継承した。
第1次ラッセル内閣期の1848年5月16日にバックハウンド管理長官に任命され、同年6月27日に枢密顧問官に就任した。1852年2月に内閣が倒れると辞任した。アバディーン伯爵内閣期の1852年12月30日に再びバックハウンド管理長官に任命され、第1次パーマストン子爵内閣で続投したのち、1858年2月に内閣が倒れると辞任した。第2次パーマストン子爵内閣期の1859年6月18日に三たびバックハウンド管理長官に任命され、第2次ラッセル内閣で続投したのち、1866年1月に王室家政長官に転じ、内閣が倒れると1866年7月に辞任した。第1次グラッドストン内閣期の1868年12月12日に再び王室家政長官に就任、内閣が倒れると1874年3月に辞任した。
1880年1月28日にベスバラ・ハウスで死去、2月3日にキルケニー県フィッダウンで埋葬された。2度の結婚で子女をもうけず、爵位は弟フレデリック・ジョージ・ブラバゾンが継承した。
「貴族に与えられる、仕事で押しつぶされないような官職」の話題になったとき、ベスバラ伯爵が「バックハウンド管理長官」と答えたという逸話があったが、保守党の首相ベンジャミン・ディズレーリはベスバラ伯爵を「判断力と機転が素晴らしい」と評価した。

## 家族
1835年9月8日、フランシス・シャーロット・ラムトン（Frances Charlotte Lambton、1812年10月16日 – 1835年12月18日、初代ダラム伯爵ジョン・ラムトンの娘）と結婚したが、フランシス・シャーロットは結婚から3か月後に死去した。
1849年10月4日、キャロライン・アミーリア・ゴードン＝レノックス（Caroline Amelia Gordon-Lennox、1819年6月18日 – 1890年4月30日、第5代リッチモンド公爵チャールズ・ゴードン＝レノックスの娘）と再婚したが、2人の間に子供はいなかった。
再婚したときのハネムーン旅行で妻のパラソルが目に刺さり、片目の視力を失うという事故が起こった。事故以降、ベスバラ伯爵は怒りっぽくなったという。